# Tony Pulis
Anthony Richard Pulis (Pillgwenlly, Gales, 16 de enero de 1958) es un exfutbolista y entrenador galés. Jugó de defensa y actualmente está sin equipo.

## Trayectoria como entrenador
Pulis inició su carrera como entrenador en 1992, al frente del Bournemouth. También dirigió a Gillingham FC, Bristol City y Portsmouth FC, aunque en este último equipo sólo estuvo 10 meses pese a sacarlo de los puestos de descenso.
A finales de 2002, firmó un contrato con el Stoke City, logrando la permanencia en la última jornada. En la temporada siguiente llevó al equipo a la 11.ª posición. Finalmente, fue despedido en verano de 2005 por discrepancias con el presidente en cuanto a los traspasos.
En septiembre de 2005, se incorporó al Plymouth Argyle; pero en junio de 2006, dejó el club para volver a dirigir al Stoke City por segunda vez. Obtuvo el ascenso a la Premier League en 2008 . En la primera temporada 2008/2009 salvó al equipo muy cómodamente quedando 12.º con 45 puntos . En la siguiente temporada 2009/2010 , la mejor de Pulis en <<Los Potters>> quedaron 11.º con 47 unidades . La temporada 2010/2011 fue otra temporada cómoda en la Premier League pero tuvo de especial que el equipo  llegó a la final de la FA Cup en 2011 por lo que llevó al equipo a la Europa League , basándose en un estilo de juego en largo y directo. La 2011/2012 no dejó de ser otra temporada diferente a las anteriores, el único handycap especial era jugar la Europa League en la que quedarían eliminados por el Valencia Club De Fútbol  en dieciseisavos de final. La 2012/2013 la última de Pulis sería la peor de todas ya que hicieron 42 puntos quedando en 14.º lugar . Dejó el banquillo del Britannia Stadium en mayo de 2013.
El 23 de noviembre de 2013, fue anunciado como nuevo técnico del Crystal Palace, logrando la permanencia en la Premier League tras sumar 38 puntos en 26 partidos. Pese a que le quedaban dos años de contrato, dimitió dos días antes de comenzar la temporada 2014-15 por diferencias con la directiva del club en relación con los traspasos.
El 1 de enero de 2015, se convirtió en el nuevo entrenador del West Bromwich Albion. Logró una cómoda permanencia en la Premier League, finalizando como 13.º clasificado con 44 puntos; siendo 14.º con 43 unidades en la temporada siguiente. El 28 de octubre de 2016, el club renovó el contrato de Pulis por un año más. No obstante, el 20 de noviembre de 2017, fue despedido tras encajar una contundente goleada ante el Chelsea (0-4), dejando al West Bromwich Albion como 17.º clasificado tras 12 jornadas de la Premier League.
El 26 de diciembre de 2017, se convirtió en el nuevo entrenador del Middlesbrough reemplazando a Garry Monk que fue despedido 3 días después. Abandonó el equipo al finalizar la temporada 2018-19 tras quedarse a un punto de clasificar al equipo para la promoción de ascenso.
El 13 de noviembre de 2020 fue nombrado entrenador del Sheffield Wednesday reemplazando a Garry Monk. Pero tras sólo 10 partidos, fue despedido.

## Estilo
Es conocida su capacidad para convertir una defensa débil en una bien organizada y resolutiva. Normalmente, Pulis propone un juego defensivo y de repliegue con especial énfasis en el pase largo . 

## Clubes

### Jugador
| Club            | País       | Año       | Partidos | Goles |
| --------------- | ---------- | --------- | -------- | ----- |
| Bristol Rovers  | Inglaterra | 1975-1981 | 85       | 3     |
| Happy Valley AA | Hong Kong  | 1981-1982 | 13       | 0     |
| Bristol Rovers  | Inglaterra | 1982-1984 | 45       | 2     |
| Newport County  | Gales      | 1984-1986 | 77       | 0     |
| AFC Bournemouth | Inglaterra | 1986-1989 | 74       | 3     |
| Gillingham FC   | Inglaterra | 1989-1990 | 16       | 0     |
| AFC Bournemouth | Inglaterra | 1990-1992 | 16       | 1     |

### Entrenador
| Club                 | País       | Año       | P    | PG  | PE  | PP  | % g.   |
| -------------------- | ---------- | --------- | ---- | --- | --- | --- | ------ |
| AFC Bournemouth      | Inglaterra | 1992-1994 | 110  | 31  | 40  | 39  | 40.3%  |
| Gillingham           | Inglaterra | 1995-1999 | 218  | 94  | 62  | 62  | 52.6%  |
| Bristol City         | Inglaterra | 1999-2000 | 33   | 10  | 14  | 9   | 44.44% |
| Portsmouth           | Inglaterra | 2000      | 35   | 11  | 10  | 14  | 40.95% |
| Stoke City           | Inglaterra | 2002-2005 | 131  | 47  | 32  | 52  | 44.02% |
| Plymouth Argyle      | Inglaterra | 2005-2006 | 38   | 11  | 15  | 12  | 42.11% |
| Stoke City           | Inglaterra | 2006-2013 | 333  | 122 | 98  | 113 | 46.45% |
| Crystal Palace       | Inglaterra | 2013-2014 | 28   | 12  | 5   | 11  | 48.81% |
| West Bromwich Albion | Inglaterra | 2015-2017 | 121  | 36  | 36  | 49  | 39.67% |
| Middlesbrough        | Inglaterra | 2018-2019 | 80   | 35  | 22  | 23  | 52.92% |
| Sheffield Wednesday  | Inglaterra | 2020      | 10   | 1   | 4   | 5   | 23.33% |
| Total                | Total      | Total     | 1137 | 410 | 338 | 389 | 45.97% |